# 王中磊
王中磊（1970年4月4日—），又名王忠磊，男，满族，北京人，中国大陆娱乐业大亨，现任华谊兄弟传媒股份有限公司总裁。毕业于北京青年政治学院。

## 生平
1990年，王中磊于北京青年政治学院毕业。1994年，他与哥哥王中军一同创立华谊兄弟广告公司。2000年，公司名称变更为“华谊兄弟太合影视投资有限公司”，王中磊任公司董事、执行副总裁。2005年，公司名称再度变更为“华谊兄弟影业投资有限公司”。

## 家庭
妻子王晓蓉是重庆人，两人育有一女和一子，女兒王文也（1998年），曾就讀於北京景山學校小學部，後進入美國私立高中就讀。兒子王元也生於2006年4月28日, 就讀於北京德威英國國際學校。
2012年4月19日，他斥7980萬元購入中半山富匯豪庭2座27樓B室，面積2522方呎，以成交價7980萬元計，呎價31,642元，創屋苑次高紀錄，與同為華誼兄弟股東、著名導演馮小剛為鄰。
2014年，他帶著兒子「威廉」參與浙江衛視推出的明星親子真人秀節目《爸爸回來了》。

## 出品电影
王氏兄弟投拍的主要电影有：
- 《鬼子来了》（1998年）
- 《没完没了》（1999年）
- 《一声叹息》（2000年）
- 《大腕》（2001年）
- 《寻枪》（2002年）
- 《手机》（2003年）
- 《可可西里》（2004年）
- 《天下无贼》（2004年）
- 《夜宴》（2006年）
- 《墨攻》（2006年）
- 《宝贝计划》（2006年）
- 《集结号》（2007年）
- 《唐山大地震》（2010年）
- 《狄仁杰之通天帝国》（2010年）
- 《愛》（2012年）
- 《画皮Ⅱ》（2012年）
- 《太极1从零开始》（2012年）
- 《大明猩》（2013年）
- 《狄仁杰之神都龙王》（2013年）
- 《控制》（2013年）
- 《西游降魔篇》（2013年）
- 《私人订制》（2013年）
- 《前任攻略》（2014年）
- 《撒娇女人最好命》（2014年）

## 綜藝節目
- 2014年 《爸爸回来了》第一季 嘉賓 (與兒子William)